# کابل هوایی
کابل هوایی (انگلیسی: Aerial cable)

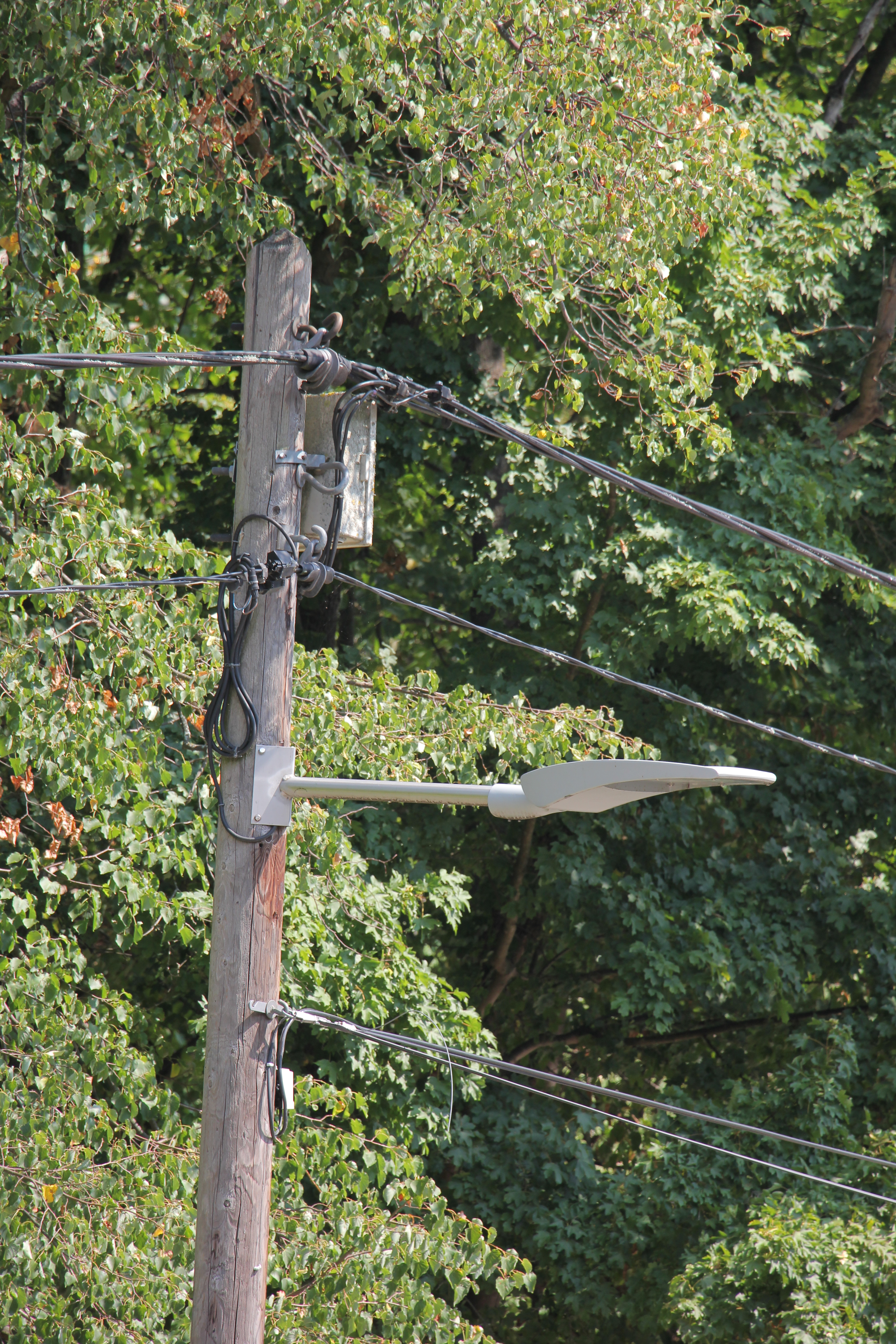

یک کابل عایق شده‌است که شامل کلیه هادی‌های مورد نیاز برای یک سیستم توزیع برق (معمولاً مورد استفاده در خطوط برق) یا یک خط مخابراتی است که بین تیرهای برق یا دکل‌های برق متصل و معلق است. از آنجایی که کابل‌های هوایی کاملاً عایق هستند، در هنگام دست زدن به آنها خطر برق گرفتگی وجود ندارد و نیازی به نصب آنها با مقره بر روی دکل‌ها و تیرها نیست. مهم‌ترین مزیت این نوع کابل داشتن کمترین نیاز به حریم به علت عایق بودن است.

## کاربرد

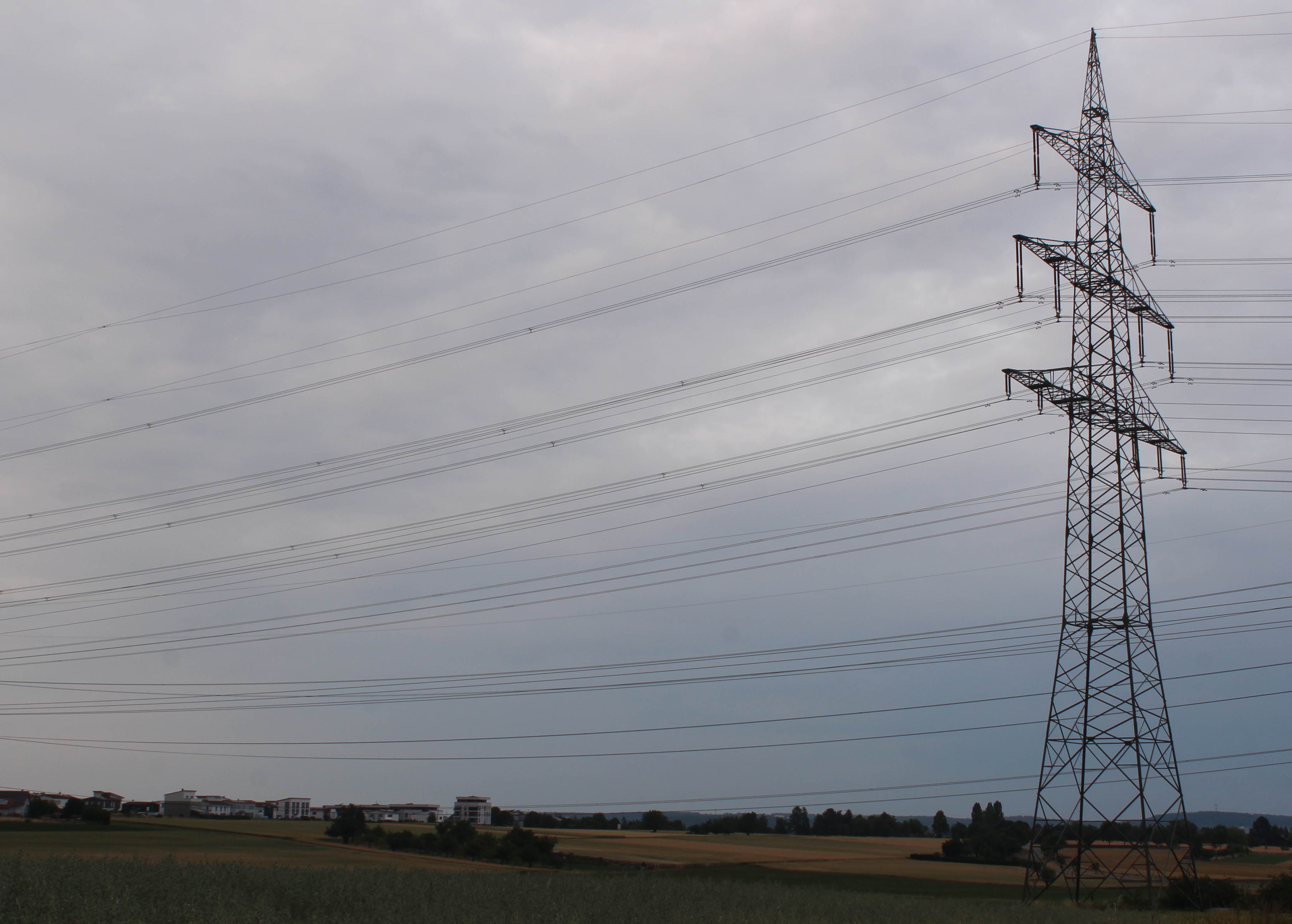
Mast 64 der Anlage 318 مختصات دوربین۴۸° ۴۰′ ۵۷٫۹۳″ N, ۸° ۵۵′ ۵۳٫۴۴″ E محل قرارگیری این نگاره و سایر نگاره‌ها در: نقشهٔ شهری باز 48.682758; 8.931512

کابل‌های هوایی بیشتر برای سیستم‌های مخابراتی یا برای انتقال برق با ولتاژ زیر ۱۰۰۰ ولت استفاده می‌شوند. کابل هوایی برای ولتاژهای تا ۶۹۰۰۰ ولت نیز برای تأمین مزارع، آبرسانی، مخابرات و سایر تأسیسات خارج از مناطق شهری نیز وجود دارد. کابل‌های هوایی اغلب در مدارهای توزیع به کار می‌روند و در مدارهای انتقال استفاده نمی‌شوند زیرا کابل‌های عایق نمی‌توانند ولتاژ بالا را از خود عبور دهند. به دلیل مزایای ثابت شده کابل‌های هوایی عایق نسبت به سیم‌های عایق هوای سنتی، شرکت‌های توزیع برق سعی در پیشبرد این فناوری دارند.